# Стадион Салфорд Сити
Стадион Салфорд Сити, који се налази у Салфорду, граду у Уједињеном Краљевству, је рагби стадион и дом је премијерлигаша Сејла.. Стадион Салфрод Сити има капацитет од 12.000 седећих места. Овај стадион користи и рагби 13 тим Салфорд Девилс. На овом стадиону одигран је један меч светског првенства у рагби лиги 2013. Шаркси су први званичан меч на овом стадиону одиграли против Сараценса 8. септембра 2012. 